# Conférence épiscopale du Congo
La Conférence épiscopale du Congo (français : Conférence Épiscopale du Congo, CEC) est la conférence épiscopale de l'Église catholique de la République du Congo fondé en 1883 avec les missions spiritaines de Loango et Linzolo. La conférence se réunit pour la première fois en Assemblée Plénière, à Brazzaville, du 8 au 11 février 1971.
Sans diminuer l'autorité de chaque évêque, cette conférence à pour fin de rassembler les évêques du pays, dans un esprit de communion, de fraternité et de collégialité (cf. Can. 447) pour discuter, méditer et traiter ensemble les préoccupations pastorales d’intérêt national
La conférence ressemble les trois provinces ecclésiastiques composées des diocèses d'Owando, Ouesso, Impfondo (Province du Nord-Ouest); Brazzaville, Kinkala, Gamboma, (Province du centre) ; et Pointe-Noire, Nkayi, et Dolisie (Province du Sud-Ouesso).
La CEC est membre de l'Association des Conférences Épiscopales de la Région d'Afrique Centrale et du Symposium des Conférences Épiscopales d'Afrique et de Madagascar (SCEAM).
La conférence élit son président pour un mandat de trois ans.

## Évènements
Le 1er mai 2022 a lieu la célébration du cinquantenaire de fondation en présence du président de la République, Denis Sassou N’Guesso.
Le 20 juin 2022 a lieu la signature d'un accord pour donner un cadre missionnaire de l’activité de l’aumônerie dans les armées. Bienvenu Manamika Bafouakouahou, président de la Conférence épiscopale du Congo, signe avec les autres églises.

## Thèmes des assemblées plénières[5]
- 52e en octobre 2023 sur « La Vie consacrée au Congo »
- 51e en octobre 2022 sur « Église famille de Dieu qui est au Congo : Synodalité, Communion, Participation et Mission »
- 50e en octobre 2021 sur « La Conférence Épiscopale du Congo : 50 ans au service de la mission »
- 49e en octobre 2020 sur « La Formation sacerdotale »
- 48e en octobre 2019 sur « Le Chrétien dans la société »
- 47e en octobre 2018 sur « Jeunesse Congolaise et Identité Chrétienne »
- 46e en octobre 2017 sur « Regard sur l’Œcuménisme, les Églises de Réveil et les Nouveaux Mouvements Religieux au Congo-Brazzaville "Qu’ils soient un" »
- 45e en octobre 2016 sur «  La Paix est un don du Dieu unique, Croyants (Chrétiens, Musulmans) consolidons ce don au Congo-Brazzaville et dans nos communautés à travers le dialogue »
- 44e en février 2016 sur «  Miséricordieux comme le Père »

## Liste des présidents de la Conférence épiscopale
- 1970 - 1971 : Théophile Mbemba, archevêque de Brazzaville
- 1971 - 1977 : Emile Biayenda, archevêque de Brazzaville
- 1981 - 1986 : Georges-Firmin Singha, évêque d'Owando
- 1986 - 1993 : Barthélemy Batantu, archevêque de Brazzaville
- 1993 - 1997 : Bernard Nsayi, évêque de Nkayi
- 1997 - 2003 : Anatole Milandou, archevêque de Brazzaville
- 2003 - 2006 : Ernest Kombo, évêque d'Owando
- 2006 - 2015 : Louis Portella Mbuyu, évêque de Kinkala
- 2015 - 2022 : Daniel Mizonzo, évêque de Nkayi[6]
- 2022 - présent : Bienvenu Manamika Bafouakouahou, archevêque de Brazzaville